# منزل لونغوود

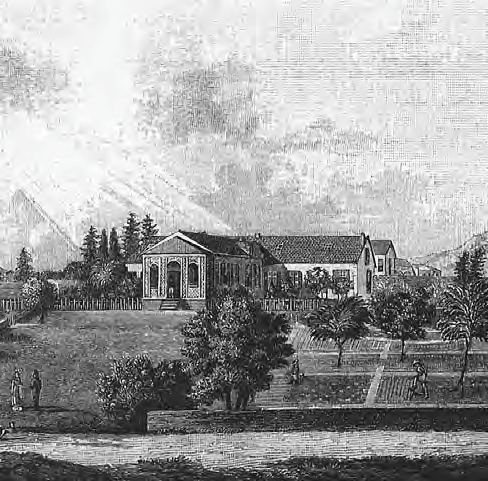
كانت لونجوود مقر إقامة نابليون في منفاه في سانت هيلينا في عام 1815 حتى وفاته بعد ست سنوات.

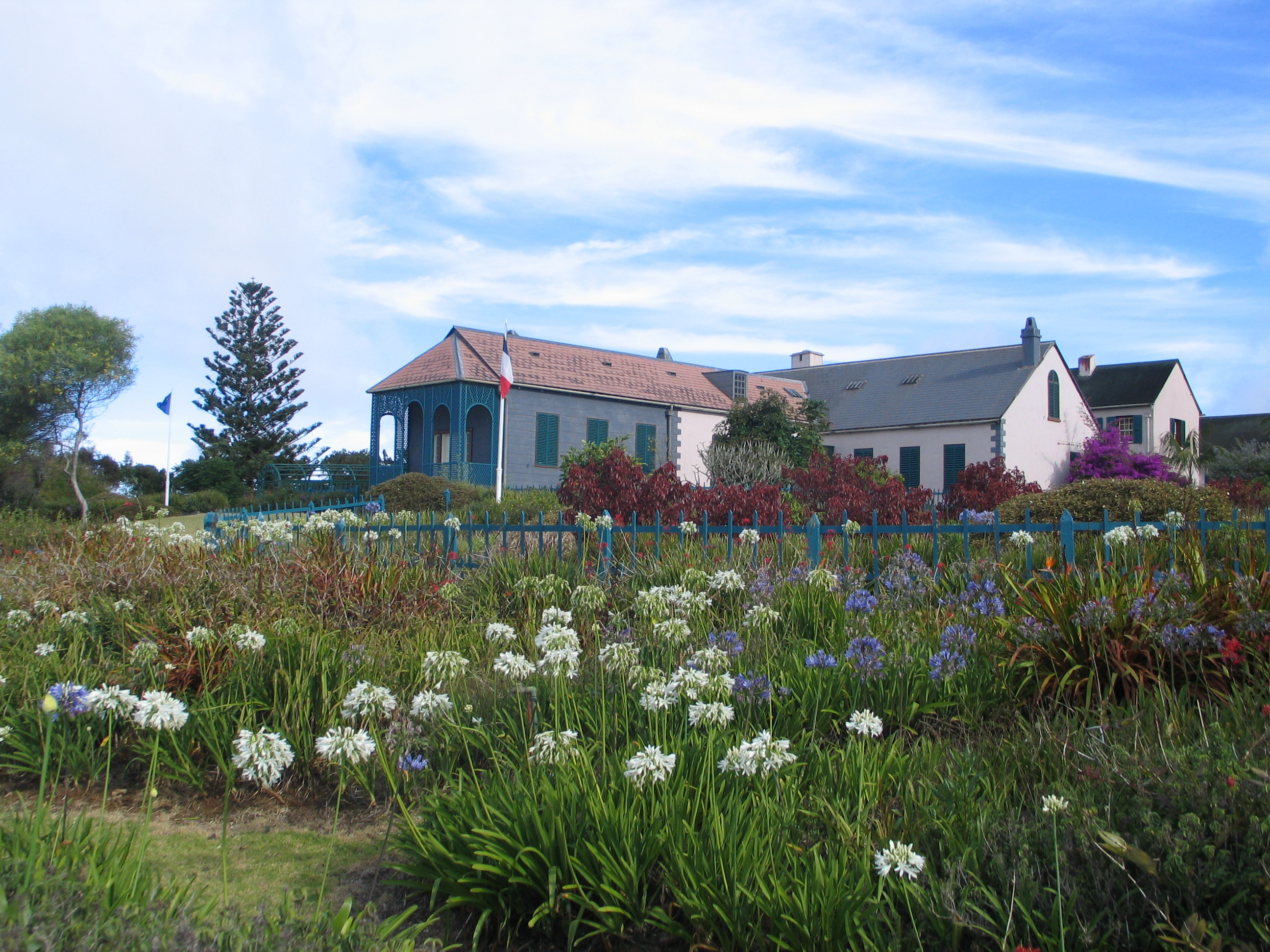
منزل لونغوود, في 2008

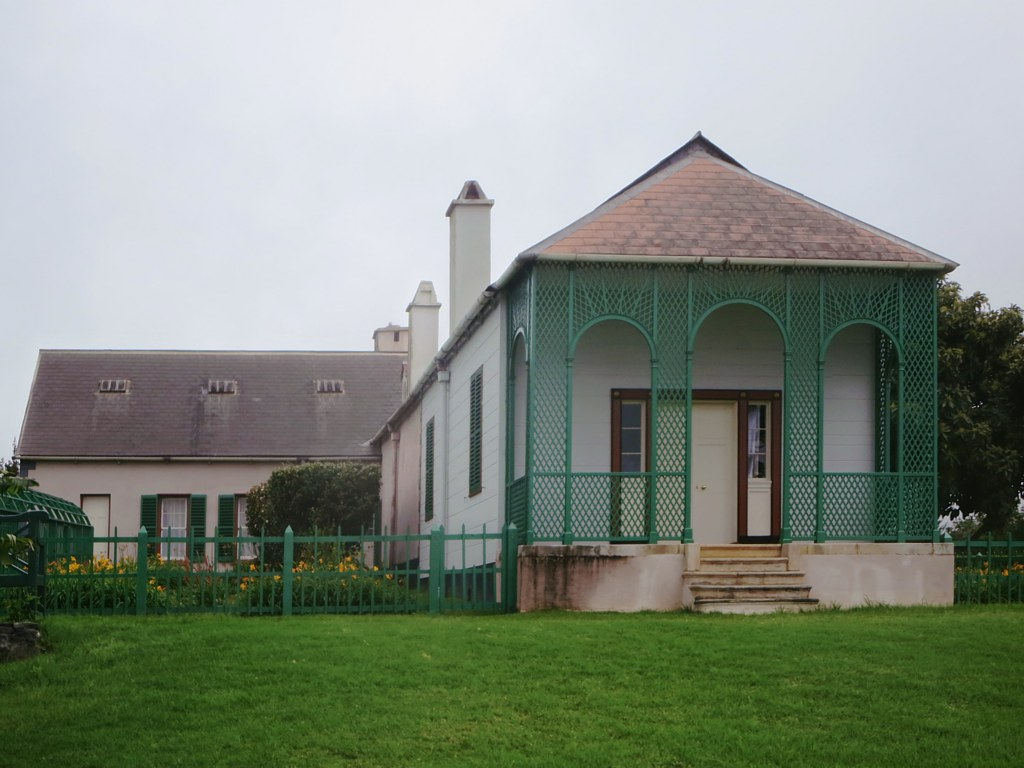
منزل لونغوود, في 2014

لونجوود هاوس هو قصر في سانت هيلينا ومقر الإقامة الأخير لنابليون بونابرت، إمبراطور الفرنسيين السابق، أثناء منفاه في جزيرة سانت هيلينا، في الفترة من 10 ديسمبر 1815 حتى وفاته في 5 مايو 1821. يقع القصر على سهل تعصف بها الرياح على بعد 6 كـم (3.7 ميل) من جيمس تاون.

## تاريخ
كانت لونجوود في الأصل مزرعة مملوكة لشركة الهند الشرقية وأصبحت بعد ذلك كمقر إقامة ريفي لنائب الحاكم. وفي عام 1815، خضعت للتحويل لاستخدام نابليون. أدركت الحكومة البريطانية عدم ملاءمته كمنزل مناسب للإمبراطور السابق وحاشيته، فقامت ببناء منزل جديد له في مكان قريب، على الرغم من أنه لم تتح له الفرصة لشغله قبل وفاته.
في فبراير 1818، اقترح الحاكم السير هدسون لوي على اللورد باثورست نقل نابليون إلى روزماري هول، وهو المنزل الذي أصبح متاحًا ويقع في جزء أكثر ملاءمة من الجزيرة، ومحمي من الرياح ومظلل، كما كان يفضل نابليون. لكن ما كشفه الجنرال غورجود في لندن دفع اللورد باثورست إلى الاعتقاد بأنه من الآمن إبقاء نابليون في لونغوود، حيث كان الهروب أكثر صعوبة. لم يبدأ بناء المنزل الجديد إلا في أكتوبر 1818، أي بعد ثلاث سنوات من وصول نابليون إلى الجزيرة.

### بعد وفاة نابليون
بعد وفاة نابليون، عاد منزل لونغوود إلى ملكية شركة الهند الشرقية وبعد ذلك إلى التاج البريطانى، وكان يستخدم
للأغراض الزراعية. وحينما وصلت تقارير إهماله إلى نابليون الثالث الذي باشر، من عام 1854،التفاوض مع الحكومة البريطانية لنقله إلى فرنسا. في عام 1858 تم نقله إلى الحكومة الفرنسية جنبا إلى جنب مع وادي المقبرة نظير مبلغ 7100 £. ومنذ ذلك الحين كان تحت سيطرة وزارة الخارجية الفرنسية وكان ممثل الحكومة الفرنسية قد عاش في الجزيرة، وكان مسؤولا عن إدارة الممتلكات على حد سواء. في عام 1959 كانت هناك ملكية ثالثة، بريارز، حيث أمضى نابليون أول شهرين بينما كان يجري إعداد الإقامة في لونجوود، أعطيت للحكومة الفرنسية من قبل
مابل بروكس.
نتيجة لعمليات النهب من النمل الأبيض في 1940 فإن الحكومة الفرنسية قررت هدم المبنى وكذلك منزل لونجوود الجديد وبيت بالكومب في بريارز كان كلاهما قد هدما في هذا الوقت، ولكن تم الحفاظ على منزل لونجوود، وتم ترميمه من قبل الخبراء الفرنسيين . الدرج الحجرى في واجهة المنزل هو الجزء الوحيد من النسيج الأصلي الذي قدر له أن يبقى .
في عام 2006 تبرع ميشال مارتينو بوادي الشلال على شكل قلب ل سانت هيلانة الوطنية. في عام 2008 كان قد تبرع بالأراضي المحيطة بالجناح في بريارز إلى الجمهورية الفرنسية.
منزل لونجوود هو الآن متحف مملوكا من قبل الحكومة الفرنسية. وهو واحد من اثنين من المتاحف في الجزيرة، والآخر هو متحف سانت هيلانة.

## قراءات إضافية
- Jean-Paul Kauffman, The Dark Room at Longwood (2000)

## الروابط الخارجية
- Description of Longwood House, Napoleon's residence during his captivity.
- in French